# 戦乙女ヴァルキリーG 〜戦乙女達の黄昏〜
『戦乙女ヴァルキリーG 〜戦乙女達の黄昏〜』（いくさおとめヴァルキリージー　〜いくさおとめたちのたそがれ〜）は、2009年1月30日にルネより発売された18禁戦乙女ハーレムエピソード満載ADV(仮)。

## 概要
本作は『戦乙女ヴァルキリー「あなたに全てを捧げます」』および『戦乙女ヴァルキリー2「主よ、淫らな私をお許しください…」』のファンディスクとして企画された。本作の制作にあたっては「ヴァルキリー大賞」としてショートストーリーを一般公募し応募作品をゲームに起用した。なお、主要キャラクターの一人であるフレイアは演者である北都南が病気療養中だったため登場していない。

## 登場人物
※声優はゲーム / OVAの順。
デューク
声 - ？/須賀紀哉（OVA）
本作の主人公。人間と魔族のハーフ。
レイア
声 - 島香麗子 / 同左
本作のメインヒロイン。人間を守ることを大神から命令されており、また自分の使命と考えている戦乙女。
アリーヤ
声 - 一色ヒカル / 同左
本来は大神オーディンの武器である神槍グングニルを預かる天界最強の戦乙女で、「残月の戦乙女」と称される。レイア救出の命を受け地上に降臨した。
ヒルデガード
声 - サトウユキ / 桜川未央
大神オーディンの血を分けた一人娘。
スクルド
声 - 野神奈々 / -
レイアに対して尊敬と情愛を抱いている戦乙女見習いの少女。
フェンリル
声 - 白井綾乃 / 桜川未央
主人公とは違い純血の魔族。
ファフニール
声 - 風音 / 星乃リム
魔族軍「轟竜騎士団」を率いる一騎当千の女戦士で、竜族と魔族のハーフ。
ロキ
声 - かわしまりの / 同左
半神半魔という特異な出自の持ち主で、元オーディンの側近。

## 主題歌
- オープニングテーマ「MANNIN-G」
  - 歌：レイア（島香麗子）、ヒルデガード（サトウユキ）

## アダルトアニメ
2012年、『戦乙女ヴァルキリーG』のタイトルで発売されたこっとんど〜る制作のアダルトアニメ。全2巻。
- 第一話 籠絡（2012年7月20日発売）
- 第二話 貪淫（2012年8月24日発売）

## Webラジオ
発売前に、ルネの公式HPにて『レイアとヒルデガードのヴァルキリーラジオ「主よ…淫らな放送をお許し下さい」』がオンエアされた。
本作の雰囲気をいち早くリスナーに伝える…という触れ込みだったが、何かにつけて発情したり、「民のため」を乱発したり、スクルドが名前を呼ばれなかったり、『姫騎士アンジェリカ 〜あなたって、本当に最低の屑だわ!〜』の物真似まで飛び出すなど、内容は非常にギャグ色が強く、宣伝というよりは一種のギャグパロディといった趣である。また、声優が全編に渡ってキャラクターを演じていることも特徴の1つ（多くのゲーム発インターネットラジオに見られる、声優個人としてのトークは一切ない）。
パーソナリティ
- レイア（島香麗子）
- ヒルデガード（サトウユキ）

ゲスト
- 第4回：アリーヤ（一色ヒカル）
- 第5回：ロキ（かわしまりの）
- 第6回：スクルド（野神奈々）
- 第7回：ファフニール（風音）
- 第8回：ロキ（かわしまりの）
- 出張版その1：ファフニール（風音）、アリーヤ（一色ヒカル）、スクルド（野神奈々）
- 出張版その2：ロキ（かわしまりの）

## 関連商品

### 小説（単行本）
- 戦乙女ヴァルキリーG〜戦乙女達の黄昏〜 パンプキンノベルス Vol.85
  - 高橋ショウ 著、田丸まこと 挿絵、2009年6月26日発売、イーグルパブリシング刊

### 関連書籍
- 戦乙女ヴァルキリーG～戦乙女調教ファイル～ 
  - キルタイムコミュニケーション刊、2009年7月2日発売

### その他
- 戦乙女ヴァルキリー レイア（スク水バージョン） 抱き枕カバー
  - 2009年8月発売、発売元/キャラボーイ、原画/田丸まこと
- 戦乙女ヴァルキリー フェンリル 抱き枕カバー
  - 2009年8月発売、発売元/キャラボーイ、原画/田丸まこと